# アーロン・クローマー
アーロン・クローマー（Aaron Kromer 1967年4月30日 - ）は、オハイオ州サンダスキー出身アメリカンフットボールコーチ。現在NFLのロサンゼルス・ラムズでアシスタントコーチをしている。ニューオーリンズ・セインツで暫定ヘッドコーチ、シカゴ・ベアーズで攻撃コーディネーターを務めた。

## 経歴

### 選手時代
1987年から1989年までマイアミ大学でタックルとしてプレーした。

### カレッジコーチ時代
大学卒業後、マイアミ大学、ノースウェスタン大学のアシスタントコーチを務めた。

### オークランド・レイダース
2001年、NFLのオークランド・レイダースのアシスタントラインコーチに就任、2002年から2004年までオフェンスラインコーチを務めた。その間チームの第37回スーパーボウル出場に貢献した。

### タンパベイ・バッカニアーズ
2005年から2007年まではタンパベイ・バッカニアーズのアシスタントコーチを務めた。

### ニューオーリンズ・セインツ
2008年、ニューオーリンズ・セインツのランニングバックコーチに就任、2009年から2011年まではオフェンスラインコーチを務めた。彼がオフェンスラインを指導した3シーズンのうち、2009年と2011年、セインツのオフェンスラインはマッデン・最優秀プロテクター賞（ (Madden Most Valuable Protectors Award) ）を受賞した。セインツは、2009年トータルオフェンスで1位となり、第44回スーパーボウルで優勝した。2012年に、違法な報奨金問題のため、ショーン・ペイトンヘッドコーチが1年間、ジョー・ビット攻撃コーディネーターが開幕から6試合出場停止となった際は、暫定ヘッドコーチを務めた。開幕から4試合はいずれも8得点以下に終わりチームは4連敗、2勝4敗となったところで、ビットに暫定ヘッドコーチを引き継いだ。

### シカゴ・ベアーズ
2013年1月16日、マーク・トレストマンが新ヘッドコーチに就任したシカゴ・ベアーズの攻撃コーディネーターに就任することが発表された。2013年、ベアーズのオフェンスはNFL2位の445得点をあげて、パス獲得ヤードでNFL5位の4,281ヤードを獲得した。トータルオフェンスでもチーム記録を更新する6,109ヤード、TDパス32回、ファーストダウン344回の記録を作った。
2014年12月にベアーズから解雇された。ベアーズ時代は、カイル・ロングが2年連続でプロボウルに選ばれた。ベアーズのオフェンスラインマンがプロボウルに選ばれるのは7年ぶりであった。

### バッファロー・ビルズ
2015年1月17日、バッファロー・ビルズのオフェンスラインコーチに就任した。この年シーズン開幕前、フロリダ州の海岸で釣りをしていた際、少年たちと口論になり、1人の少年を倒した後、殴打し、警察に通報したら家族を殺すと脅したため、7月12日に軽暴行罪で逮捕された。7月31日に不起訴処分となったが、ビルズから6試合の出場停止処分を受けた。2016年、ビルズではルショーン・マッコイが1,267ヤード、タイロッド・テイラーが580ヤード、マイク・ギリスリーが577ヤードを走った。3人の選手がランで500ヤード以上走ったのは、1962年以来であった。

### ロサンゼルス・ラムズ
2017年、ロサンゼルス・ラムズのオフェンスラインコーチに就任するとチームのトータルオフェンス32位から10位以内に改善された。2018年1月30日、マット・ラフルールが退団した後、ランゲームコーディネーターも務めるようになった。2018年ラムズのオフェンスラインは、全16試合で同じ5人が先発出場、ラムズのラン攻撃は、TDランでNFL2位、ランでのファーストダウン回数NFL2位タイ、ラン獲得ヤードでNFL3位となった。またエースRBのトッド・ガーリーは最優秀攻撃選手に選ばれた。チームは第53回スーパーボウル出場を果たした。